# Coralia Rodríguez
Coralia Rodríguez nacida como Coralia Rodríguez Montoya, en Santiago de Cuba. Reconocida actriz y narradora oral cubana. 

## Trayectoria
Formada en el teatro bajo la égida del profesor cubano Humberto Rodríguez. Graduada como instructora de teatro en la Escuela Nacional Félix Varela de La Habana y diplomada en Narración Oral de Cuentos en los talleres del Gran Teatro de La Habana, dirigidos por el profesor Francisco Garzón. Ha realizado estudios superiores de inglés en Cuba y de francés en la Universidad de Ginebra, ciudad donde reside.
Además de su trabajo teatral, ofrece espectáculos de cuentos para niños y adultos, talleres de iniciación y de perfeccionamiento en el arte de la narración y de lectura en voz alta, así como conferencias y espectáculos de poesía acompañados de música.
Ha interpretado personajes protagónicos y co-protagónicos en más de 20 obras de teatro, bajo la dirección de Humberto Rodríguez, Eugenio Hernández , Tito Junco, Carlos Díaz, Tony Díaz, Ignacio Gutiérrez, Anatoli Bolotov, Pedro Ángel Vera, Béno Sanvee, Hassane Kouyaté, Claire Tallía, Patrick Mohr  y Héctor Pérez.
Desde 1993 integra el equipo de trabajo de la célebre etnóloga cubana Natalia Bolívar.
Es presidenta de la Asociación Cultural Les Tisseuses de Paroles (Las Tejedoras de Palabras) de Ginebra. Se ha presentado en importantes eventos de oralidad escénica y de teatro en Cuba, México, Venezuela, Brasil, Canadá, Suiza, Francia, España, Italia, Principado de Luxemburgo, Alemania, Principado de Lichtenstein, Austria, Bélgica, Portugal, Burkina Faso, Costa de Marfil, Egipto, Túnez, Argelia, Isla de la Reunión, Martinica y Guyana Francesa.
Actualmente es colaboradora permanente del Foro de Narración Oral del Gran Teatro de La Habana. 
Desde hace más de 15 años desarrolla un trabajo de interpretación simultánea y en tándem español francés, francés-español, en escena, tanto en el teatro como en el arte narrativo. Es artista asociada a la conocida compañía Teatro el Público de Cuba, dirigida por Carlos Díaz. 
En octubre del 2012 integró la compañía de narradores orales Café-Crème de Lyon, Francia.

## Publicaciones
- Poemas sueltos - Revista literaria de la UNAM, México 1997
- Cuento El Sapo Querendón (Le Crapaud Câlin, (Antología Contes des Quatre Coins du Monde) Lausana, Suiza 2013)
- Traducción a dos manos junto a Françoise Chipier (Suiza) de la obra teatral La Extranjera de Caya Makhélé, publicada por ediciones Sur, UNEAC, Cuba, 2014
- CD Cantos y Leyendas Afrocubanos, Ginebra, 1996, Grupo Ambos Mundos. Estudios Axis
- CD de cuentos y música Había Una Vez Un Cocodrilo Verde (narrados en francés) Ginebra, Suiza con Paco Chambi, 2017. Estudios de Paco Chambi.